# Webster's Falls
Webster's Falls är ett vattenfall i Kanada.   Det ligger i provinsen Ontario, i den sydöstra delen av landet, 400 km sydväst om huvudstaden Ottawa. Webster's Falls ligger 103 meter över havet.
Terrängen runt Webster's Falls är huvudsakligen platt, men västerut är den kuperad. Webster's Falls ligger nere i en dal. Runt Webster's Falls är det mycket tätbefolkat, med 2 915 invånare per kvadratkilometer.. Närmaste större samhälle är Hamilton, 5,8 km öster om Webster's Falls. 
Runt Webster's Falls är det i huvudsak tätbebyggt.